# 焦化

生物质經過焦化後可以去除水分和挥发物，並留下生物煤。

焦化是生物质（例如木材或谷物）的一种热裂解形式，生物质進行焦化時温度通常要保持在200至320摄氏度之間。焦化能改变生物质特性。生物质焦化後可以产生相对干燥的物質，从而其分解的可能性就可以降低。 